# Ansel Elgort
Ansel Elgort (Nueva York; 14 de marzo de 1994) es un actor, cantante y DJ estadounidense, también conocido como Ansølo. Debutó en el cine interpretando al personaje de Tommy Ross en la película de terror Carrie (2013) y al poco tiempo ganó reconocimiento por su papel como Augustus Waters en el drama romántico Bajo la misma estrella (2014), actuación que le valió numerosos reconocimientos. Asimismo, personificó a Caleb Prior en las películas Divergente (2014), Insurgente (2015) y Allegiant (2016). Posteriormente, protagonizó el filme de acción Baby Driver (2017), actuación con la que fue nominado para un Globo de Oro. Por otra parte, en su trabajo como DJ ha publicado varios sencillos de manera independiente y ha remezclado temas de otros artistas.

## Biografía

### 1994-2013: primeros años e inicios como actor
Ansel Elgort nació el 14 de marzo de 1994 en la ciudad de Nueva York (Estados Unidos), hijo del fotógrafo Arthur Elgort y la directora Grethe Barrett Holby. Tiene un hermano mayor, Warren, editor, y una hermana mayor, Sophie, también fotógrafa. Tiene ascendencia rusa por su padre y británica, alemana y noruega por su madre.
Nacido y criado en Manhattan, asistió a diferentes instituciones como The Professional Performing Arts School y Fiorello H. LaGuardia High School. Empezó a mostrar interés por las bellas artes a la edad de nueve cuando intentó entrar a la School of American Ballet, aunque no tuvo éxito. No fue hasta los doce donde recibió clases de actuación y protagonizó el musical escolar Guys and Dolls. Continuó apareciendo en varias obras de Broadway hasta que finalmente en hizo su debut en la pantalla grande con el papel de Tommy Ross en la película terror Carrie (2013), tercera adaptación cinematográfica de la novela homónima.

### 2014-presente:Bajo la misma estrellay carrera como DJ
Elgort comenzó a publicar música electrónica de forma independiente en su cuenta de SoundCloud bajo el nombre de Ansølo, y en febrero de 2014, firmó un contrato con la compañía discográfica Staar Traxx. Su primer disco,Unite, fue lanzado el 21 de abril de 2014 y el 5 de mayo en iTunes. Por otro lado, Elgort protagonizó la película de drama romántico Bajo la misma estrella (2014), adaptación cinematográfica de la novela homónima escrita por John Green. El filme tuvo críticas positivas y también fue un éxito en taquilla al recaudar más de 304 millones de dólares, casi treinta veces su presupuesto. Dicha actuación lo hizo acreedor de variedad de premios; entre estos, mejor actor nuevo de cine en los NewNowNext Awards, mejor actor de cine dramático y actor revelación en los Teen Choice Awards y actor favorito en los Young Hollywood Awards. Asimismo, dio vida al personaje de Caleb Prior en la película Divergente (2014), adaptación cinematográfica de la novela homónima escrita por Veronica Roth. El filme también se convirtió en un éxito en taquilla al recaudar más de 280 millones de dólares. Además de ello, cooprotagonizó Men, Women & Children (2014), dirigida por Jason Reitman.
Elgort volvió a interpretar a Caleb Prior en The Divergent Series: Insurgent (2015) y The Divergent Series: Allegiant (2016), películas que, sin embargo, no lograron repetir el éxito de la primera entrega y tuvieron críticas negativas. Después, protagonizó la cinta Baby Driver (2017), que logró la aclamación de la crítica y fue un éxito en taquilla tras recaudar 227 millones de dólares. Su actuación lo hizo acreedor de una nominación a los Globos de Oro como mejor actor en comedia o musical.

### 2020-actualidad: proyectos futuros
Elgort protagonizó la película West Side Story (2021) en el papel de Tony. También personificó al reportero Jake Adelstein en la serie Tokyo Vice.

## Vida personal y filantropía
En 2015, Elgort promovió el apoyo a Thirst Project, una asociación sin fines de lucro que busca proveer agua potable a las comunidades del mundo sin fácil acceso a ella. En abril de 2020, ayudó a recaudar fondos para alimentar a los más afectados por la pandemia de COVID-19.
En junio de 2020, una mujer acusó a Elgort a través de Twitter de haber abusado sexualmente de ella en 2014, cuando ella tenía 17 años y él 20. Elgort negó las acusaciones y expresó que, aunque sí tuvieron una relación, fue «corta, legal y consensuada».

## Filmografía
| Año  | Título                          | Rol                    | Notas |
| ---- | ------------------------------- | ---------------------- | ----- |
| 2013 | Carrie                          | Tommy Ross             |       |
| 2014 | Divergente                      | Caleb Prior            |       |
| 2014 | Bajo la misma estrella          | Augustus Waters        |       |
| 2014 | Men, Women & Children           | Tim Mooney             |       |
| 2015 | The Divergent Series: Insurgent | Caleb Prior            |       |
| 2015 | Paper Towns                     | Cajero Mason           | Cameo |
| 2016 | The Divergent Series: Allegiant | Caleb Prior            |       |
| 2017 | Baby Driver                     | Baby/Miles             |       |
| 2017 | November Criminals              | Addison Schacht        |       |
| 2018 | Jonathan                        | Jonathan / John        |       |
| 2018 | Billionaire Boys Club           | Joe Hunt               |       |
| 2019 | The Goldfinch                   | Theodore «Theo» Decker |       |
| 2021 | West Side Story                 | Tony                   |       |

| Año       | Título     | Rol            | Notas                       |
| --------- | ---------- | -------------- | --------------------------- |
| 2022–2024 | Tokyo Vice | Jake Adelstein | También productor ejecutivo |

## Premios y nominaciones
| Año  | Premiación                            | Nominado por           | Categoría                                                   | Resultado | Ref.          |
| ---- | ------------------------------------- | ---------------------- | ----------------------------------------------------------- | --------- | ------------- |
| 2014 | Teen Choice Awards                    | Bajo la misma estrella | Mejor actor de cine dramático                               | Ganador   | [ 14 ]        |
| 2014 | Teen Choice Awards                    | Bajo la misma estrella | Estrella de cine revelación                                 | Ganador   | [ 14 ]        |
| 2014 | Teen Choice Awards                    | Bajo la misma estrella | Mejor beso (compartido con Shailene Woodley)                | Ganador   | [ 14 ]        |
| 2014 | Teen Choice Awards                    | Bajo la misma estrella | Mejor química (compartido con Shailene Woodley y Nat Wolff) | Ganador   | [ 14 ]        |
| 2014 | Young Hollywood Awards                | Bajo la misma estrella | Actor favorito                                              | Ganador   | [ 15 ]        |
| 2014 | Young Hollywood Awards                | Bajo la misma estrella | Actor revelación                                            | Nominado  | [ 15 ]        |
| 2014 | Young Hollywood Awards                | Bajo la misma estrella | Mejor dúo en escena (compartido con Shailene Woodley)       | Ganador   | [ 15 ]        |
| 2014 | MTV Millennial Awards                 | Bajo la misma estrella | Mejor dúo en escena (compartido con Shailene Woodley)       | Ganador   | [ 29 ]        |
| 2014 | NewNowNext Awards                     | Bajo la misma estrella | Actor revelación                                            | Ganador   | [ 13 ]        |
| 2015 | People's Choice Awards                | Bajo la misma estrella | Dúo de cine favorito (compartido con Shailene Woodley)      | Nominado  | [ 30 ]        |
| 2015 | Premios de la Crítica Cinematográfica | Bajo la misma estrella | Mejor intérprete joven                                      | Nominado  | [ 31 ]        |
| 2015 | MTV Movie Awards                      | Bajo la misma estrella | Mejor actuación masculina                                   | Nominado  | [ 32 ] [ 33 ] |
| 2015 | MTV Movie Awards                      | Bajo la misma estrella | Actor revelación                                            | Nominado  | [ 32 ] [ 33 ] |
| 2015 | MTV Movie Awards                      | Bajo la misma estrella | Mejor actuación sin camisa                                  | Nominado  | [ 32 ] [ 33 ] |
| 2015 | MTV Movie Awards                      | Bajo la misma estrella | Mejor dúo (compartido con Shailene Woodley)                 | Nominado  | [ 32 ] [ 33 ] |
| 2015 | MTV Movie Awards                      | Bajo la misma estrella | Mejor beso (compartido con Shailene Woodley)                | Ganador   | [ 32 ] [ 33 ] |
| 2015 | Teen Choice Awards                    | Insurgente             | Mejor actor de película de acción/aventura                  | Nominado  | [ 34 ] [ 35 ] |
| 2017 | Teen Choice Awards                    | Baby Driver            | Mejor Actor de Cine del Verano                              | Nominado  | [ 36 ]        |
| 2018 | Globos de Oro                         | Baby Driver            | Mejor actor - Comedia o musical                             | Nominado  | [ 37 ]        |
| 2018 | MTV Movie & TV Awards                 | Baby Driver            | Mejor Actuación en una Película                             | Nominado  | [ 38 ]        |